# Нова странка (Србија)
Нова странка—Да се струка пита (скраћеница Нова—Д2СП) је либерална политичка странка у Србији. Године 2013. основали су је Зоран Живковић и Владимир Павићевић. Након спајања Нове странке и покрета Да се струка пита, Владимир Ковачевић је постао председник новоформиране странке.

## Идеологија и политичка начела
Нова странка је у идеолошком смислу странка центра. Србија, српски интереси и економија су основ идеологије Нове - Д2СП , Економија, образовање, здравство и пољопривреда, односно програм из ових области са понуђеним решењима на постојеће проблеме, представља окосницу политичког правца и деловања Нове- Д2СП. Такође, у први план се стављају модернизација земље, усвајање нових вештина и тенденција, окренутост као приступању Србије Европској унији, као и сарадња са економијама које убрзано расту и заузимају своје место на светској сцени.

## Руководство Нове - Д2СП
Руководство Нове – Д2СП чине угледни појединци, са трагом иза себе, са богатим практичним искуством у обавању најкомплекснијих послова и задатака.
Председник Нове – Д2СП је Владимир Ковачевић. Економиста и привредник са искуством у оснивању и руковођењу бројних компанија, постао је председник Нове – Д2СП после уједињења Нове странке и Покрета „ Да се струка пита “.
Потпредседници Нове – Д2СП су : Дејан Пејовић, Радован Трњаков, Норберт Л. Цвијанов. Секретар Нове- Д2СП је Срђан Богићевић.

## Историјат и деловање Покрета " Да се струка пита"
Покрет „ Да се струка пита“ настао је новембру 2021. године. Председник Покрета и оснивач био је економиста и привредник Владимир Ковачевић, који је први пут ушао у политику 2020. године, поставши члан председништва Народне странке и њен председник ресорног Одбора за привреду и предузетништво. После концепцијских разлика и супротних гледишта о будућности Народне странке, Владимир Ковачевић напушта самоиницијативно поменуту организацију и оснива са групом сарадника Покрет „ Да се струка пита “.
За кратко време Покрет „ Да се струка пита “ стиче симпатије јавности и грађана, окренувши се на самом старту свог деловања питањима економије и образовања, разумејући потребе грађана и тренутка у којем се налази Србија и остатак света. Понуђена решења на нагомилане и сложене проблеме који постоје у држави брзо постају тема дебата између политичких чинилаца и налазе своје место у укупној друштвеној и политичкој јавности Србије.
После шестомесечног деловања у оквиру Покрета, руководство доноси одлуку о прерастању формата у облик политичке странке и прави се договор о уједињењу са Новом странком, што се и чини 2. јула 2022. године у Београду, од када се и користи ново име Нова – Да се струка пита ( скраћено Нова – Д2СП.

## Историјат и идеологија Нове странке
Нова странка основана је 7. априла 2013. године у Београду. Оснивач и њен први председник био је бивши премијер Србије Зоран Живковић, док су потпредседници били Оливера Јовић, Алена Букилић и Владимир Павићевић, који постаје и заменик председника Нове странке.
Нова странка је у идеолошком смислу била странка центра. Из деснице је преузела концепт слободног тржишта, заштите капитала, заштите инвеститора и људи који улажу у Србију. Из левице је усвојила идеје заштите права радника, социјалну заштиту и бригу о људским и мањинским правима. Нова странка се залагала за улазак Србије у Европску унију.

## Председници Нове странке
| Бр. | Председник         | Председник | Рођење—смрт | Почетак мандата  | Завршетак мандата |
| --- | ------------------ | ---------- | ----------- | ---------------- | ----------------- |
| 1.  | Зоран Живковић     |            | 1960—       | 7. април 2013.   | 3. октобар 2020.  |
| 2.  | Арис Мовсесијан    |            | 1966—       | 3. октобар 2020. | 12. мај 2022.     |
| 3.  | Владимир Ковачевић |            |             | 2. јул 2022.     | данас             |

### Вршиоци дужности председника
| Име | Име              | Рођење—смрт | Почетак мандата | Завршетак мандата |
| --- | ---------------- | ----------- | --------------- | ----------------- |
| –   | Норберт Цвијанов |             | 12. мај 2022.   | 2. јул 2022.      |

## Учешће Нове странке на изборима
2014.година
Нова странка учествовала је на републичким и изборима за одборнике Скупштине града Београда 2014. године на листи „ Са Демократском странком за демократску Србију “. Нова странка после ових избор постаје први пут парламентарна странка, а њени посланици постају председник и заменик председника Нове странке Зоран Живковић и Владимир Павићевић, док одборница у граду Београду постаје Александра Христић.
2016.година
Нова странка учествује на републичким изборима на листи са Демократском странком и осваја један мандат. Посланик у републичком парламенту остаје Зоран Живковић.
2017.година
На председничким изборима са групом странака и покрета, као и независним појединцима, Нова странка подржава Сашу Јанковића за кандидата за председника, који не успева да уђе у други круг избора.
2020.година
На републичким и локалним изборима јуна 2020. године Нова странка наступа са Зеленом странком, са којом не успева да пређе цензус и први пут од свог оснивања постаје ванпарламентарна странка. Дотадашњи председник Нове странке Зоран Живковић повлачи се са овог места, а нови председник странке постаје Арис Мовсесијан.
2022.година
На републичким и градским изборима Нова странка априла 2020. године учествује у коалицији са Социјалдемократском странком и мањим партијама и удружењима. Резултати избора остављају још једном Нову странку испод смањеног цензуса од три одсто, чиме потврђује свој ванпарламентарни статус. Арис Мовсесијан подноси оставку на место председника Нове странке, а руководство доноси одлуку о спајању странке са Покретом „ Да се струка пита “ чиме настаје организација под именом Нова – Да се струка пита ( скраћено Нова – Д2СП )